# 1898 en Colombie-Britannique
Chronologie de la Colombie-Britannique
- 1894
- 1895
- 1896
- 1897
- 1898
- 1899
- 1900
- 1901
- 1902

Cette page concerne des événements qui se sont produits durant l'année 1898 dans la province canadienne de Colombie-Britannique.

## Politique
- Premier ministre : John Herbert Turner puis Charles Augustus Semlin.
- Chef de l'Opposition :
- Lieutenant-gouverneur : Thomas Robert McInnes
- Législature :

## Événements

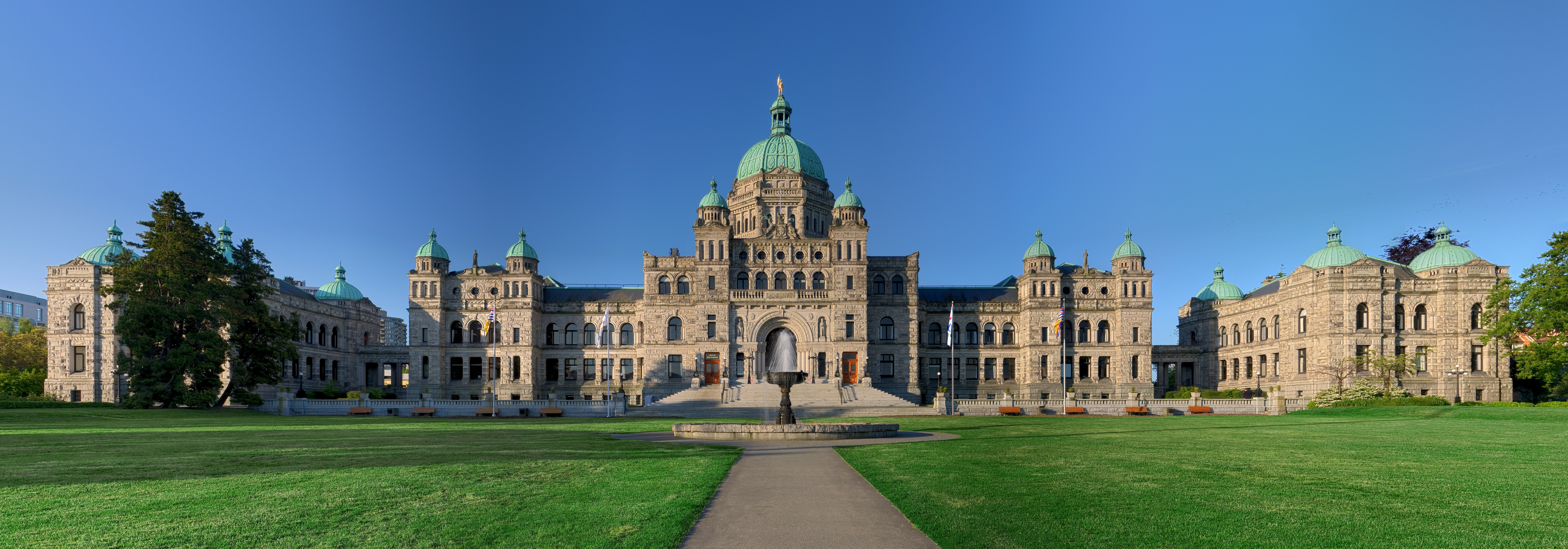
British Columbia Parliament Buildings.

- Mise en service à Victoria des bâtiments du parlement de Colombie-Britannique (British Columbia Parliament Buildings) situés 501 Belleville Street[1].
- 15 août : Charles Augustus Semlin devient premier ministre de la Colombie-Britannique.
- 10 septembre : grand incendie de New Westminster en Colombie-Britannique.

## Décès
- 7 mars : Theodore Davie, premier ministre de la Colombie-Britannique.